# Nebria psammodes
Nebria psammodes es una especie de escarabajo del género Nebria, familia Carabidae. Fue descrita científicamente por P. Rossi en 1792.

## Descripción
Pueden alcanzar una longitud de 12 a 13 milímetros (0,47 a 0,51 pulgadas). El cuerpo es negro, mientras que la cabeza, el tórax y el borde exterior de los élitros son leonados.

## Distribución geográfica
Habita en Francia, Suiza, Italia, Eslovenia, Croacia y Bosnia y Herzegovina.